# Smolenka (kraï de Transbaïkalie)
Smolenka (en russe : Смоле́нка) est un village russe du raïon de Tchita du kraï de Transbaïkalie, en Sibérie. Il fait partie de l'établissement rural de Smolenka, et sa population s'élevait à 10 429 habitants au recensement de 2021.

## Géographie
Le village de Smolenka se situe dans le kraï de Transbaïkalie, un kraï situé en Transbaïkalie, région de Sibérie orientale, en Russie. Il fait partie du district fédéral extrême-oriental. Le village fait partie du raïon de Tchita, un raïon du kraï, avec Tchita comme centre administratif. Il fait partie de l'établissement rural de Smolenka, une municipalité, dont le village est le chef-lieu,.
Le fuseau horaire du village est MSK+6 (heure de Iakoutsk). Le décalage horaire appliqué par rapport au temps universel coordonné est +09:00.

## Histoire
Le village a été fondé en 1858.

## Démographie
Recensements (*) et estimations de la population,,:
| 2002 * | 2010* | 2021*  | - |
| ------ | ----- | ------ | - |
| 3 066  | 4 243 | 10 429 | - |